# Герман Розенблат
Ге́рман Ро́зенблат (англ. Herman Rosenblat, єврей, який пережив нацистські концтабори, написав фіктивну (вигадану їм) автобіографічну книгу «Ангел за парканом» (Angel at the Fence).
Розенблат під час Другої світової війни був підлітком ув'язнений у Шлібені — підрозділі концентраційного табору Бухенвальд, і вижив завдяки Ромі Радзіцкі — 9-и річній єврейській дівчинці, яка жила поруч у місцевому господарстві і видавала себе за християнку. Розенблат розповів, що він познайомився з Ромою, коли вона залазила на огорожу з колючого дроту, з якої 7 місяців поспіль кидала йому яблука, поки Розенблата не направили до іншого концтабору. Пізніше, в 1957 році, Розенблат і Радзіцкі знову зустрілися випадково на Коні-Айленд, коли Розенблат погодився на побачення наосліп з польською іммігранткою. Під час розмови обидва зрозуміли, що вже зустрічалися. Незабаром вони одружилися і прожили разом понад 50 років.
Опра Вінфрі назвала це «найбільшою історією кохання за 22 роки існування свого шоу, про яку ми коли-небудь розповідали в ефірі». Цю історію називали «Великим коханням Голокосту».
Однак дослідники Голокосту почали сумніватися в достовірності деталей розповіді. Вони довели, що в Радзіцкі не було навіть фізичної можливості щось перекинути Розенблату в концентраційному таборі і що насправді Радзіцкі працювала на фермі неподалік від Бреслау — за 210 кілометрів від Розенблата.
У 2008 році видавництво Berkley Books скасувало публікацію книги, також були скасовані зйомки фільму під назвою «Квіти біля паркану» з бюджетом $25 млн. Опра Вінфрі заявила, що «дуже розчарована».